# Акилина Фінікійська
Свята Акилина (лат. Aquilina) — християнська мучениця і свята III століття, чиє ім'я на Русі перетворилося на Килину (Кулину), а образ трансформувався у Килину-гречишницю, покровительку врожаю гречки. Її день відзначається в червні (26 червня за новим стилем; 13 — за старим).

## Життя
Народилася у фінікійському місті Бібл (нині Ліван); батько — християнин Евтолмій. На другому році Акилина втратила батька і залишилася під опікою матері.
Коли Акилині виповнилося десять років, йшов сьомий рік царювання Діоклетіана (284—305 рр.), за якого було видано чотири укази проти християн; а начальство над Палестинської країною прийняв якийсь Волусіян.
Бесіди блаженної Акилини зі своїми однолітками підслухав один з рабів начальника області, на ім'я Никодим, який і повідомив своєму панові, що в місті жила отроковиця, що звала бісами нікчемних, на її думку, богів-ідолів і не підкорялася указам царів про шанування останніх, причому вона, проповідуючи про розп'ятого бога, відвертала декого від релігії батьків. Начальник області послав слуг схопити ту дівчину; це сталося на другий рік правління областю Волусіяна і на дванадцятому році від її народження. Не зрікшись віри навіть після тортур, вона була обезголовлена.